# Арзуманян, Виктор Абрамович
Виктор Абрамович Арзуманян (2 июня 1948, Баку — 8 апреля 2019, Ереван), армянский учёный, математик, кандидат физико-математических наук.

## Биография
Виктор Арзуманян родился в 1948 году в Баку. Начальное образование получил в Шемахе, а затем в Баку. Ещё там начал самостоятельно изучать армянский язык, изъявил желание продолжить обучение в Ереване.
В 1966 году поступил в Ереванский государственный университет на механико-математический факультет. Начал университетское образование в русскоязычном потоке, но со второго курса перешёл на армяноязычный поток. Как свободный слушатель посещал лекции Сергея Мергеляна.
Виктор Арзуманян окончил университет в 1971 году, после чего сдал кандидатский минимум под руководством профессора Рафаэля Александряна и был зачислен в аспирантуру Ленинградского государственного университета. Его научным руководителем в Ленинградском государственном университете был математик Анатолий Вершик. Там он познакомился и сотрудничал со многими своими коллегами, среди которых Андрей Лодкин, Сергей Керов и Геннадий Каспаров. Он был членом Санкт-Петербургского математического общества.
После окончания аспирантуры и защиты кандидатской диссертации вернулся в Ереван и продолжил работу в Институте математики Национальной академии наук Республики Армения, став доцентом.
С 1985 по 2019 год он организовывал множество математических конференций в Армении, участвовал в международных конференциях и совещаниях в Румынии, Париже и Орлеане, сотрудничал с математиком Жаном Рено.
В 1991 году Виктор Арзуманян и его коллеги основали Армянский математический союз и были избраны членом совета союза.
Преподавал в Ереванском государственном университете, Европейском университете, АГПУ, Армяно-Российском университете, в том числе для студентов из-за рубежа (также на английском языке). В 2019 году назначен заведующим кафедрой математики АГПУ.
Погиб 8 апреля 2019 года в Ереване в результате автокатастрофы.

## Деятельность

### Научная деятельность
Виктор Арзуманян - специалист по теории представлений инволютивных алгебр и динамических систем, теории вероятностей и статистической механике. Его работы относятся к таким областям, как операторные и равномерные алгебры, топологические динамические системы, вопросы описания гиббсовских случайных полей, а также некоммутативная теория вероятностей.
В 1973 году Виктор Арзуманян поступил в аспирантуру в ЛОМИ (ПОМИ). Его руководителем стал Анатолий Вершик, работавший над задачей распространения теории Фрэнсиса Мюррея и Джона фон Неймана на полугрупповой случай. Такой подход важен тем, что он необратим, в отличие от группового подхода. Вершик поставил Арзуманяну задачу исследовать факторы типа III для измеримых полугрупповых динамических систем, которая была им успешно решена. Факторы этого типа представляют особый интерес, потому что они делятся на ряд классов. В дальнейшем, алгебры, порожденные полугрупповыми динамическими системами, стали называться алгебрами Арзуманяна-Вершика. С помощью конструкции, предложенной Виктором Арзуманяном и Анатолием Вершиком, удалось получить эффективный метод построения факторов типа III. Использование метода Виктора Арзуманяна и Анатолия Вершика позволило ряду ученых получить новые классы С* и W*-алгебр.
Хотя конструкция C*-алгебры слоения была дана Аленом Конном в конце семидесятых, интерес к C*-алгебрам инверсных полугрупп появился гораздо позже, в частности, с введением графа и графовых алгебр более высокого ранга. Арзуманян впервые применяет C*-алгебры, а также алгебры фон Неймана в теории необратимых динамических систем, получив новые результаты, что повысило актуальность работы Виктора Арзуманяна о полугруппах эндоморфизмов. Арзуманян был одним из первых исследователей, связавших инволютивные операторные алгебры с необратимыми динамическими системами.
Виктор Арзуманян долгое время сотрудничал с армянскими математиками Борисом Нахапетяном и Суреном Погосяном, в частности, по математическим вопросам статистической механики. Совместно исследователи опубликовали цикл работ, посвященных вопросам асимптотической теории гиббсовских спиновых систем. В работе «Кластерные свойства классических спиновых решеточных систем с вакуумом» изучались кластерные свойства классических вакуумных решетчатых систем с произвольным спином и многочастичным взаимодействием. Были получены оценки интегрального типа на усеченные корреляционные функции, а также разложение в ряд по степеням активности корреляционных и усеченных корреляционных функций. В работе «Асимптотическое разложение логарифма статсуммы в спиновых решетчатых системах с вакуумом» для классических спиновых решетчатых систем с вакуумом и многочастичным взаимодействием было получено асимптотическое разложение логарифма статистической суммы по степеням объема. В работе «Локальная предельная теорема для числа частиц в спиновых решетчатых системах» для гиббсовского случайного поля с общим многочастичным взаимодействием и значениями в конечном множестве целых чисел была доказана локальная предельная теорема для числа частиц. Результаты приведенных работ были обобщены и представлены в итоговой работе цикла «Classical spin lattice systems with vacuum». Здесь были приведены корреляционные уравнения типа Кирквуда-Зальцбурга для спиновых систем, для термодинамических функций доказаны сильные кластерные оценки, асимптотическое разложение статистической суммы по степеням объема, локальная предельная теорема для числа частиц, а также оценка скорости сходимости и асимптотические разложения в этой теореме. Таким образом, было получено полное описание асимптотических свойств классических спиновых систем математической статистической физики.
В совместной с Борисом Нахапетяном работе «Некоммутативные аналоги центральной предельной теоремы для решетчатых случайных полей» были рассмотрены некоторые вопросы, связанные с асимптотической нормальностью некоммутативных аналогов однородных случайных полей со слабо зависимыми компонентами. В этой работе центральная предельная теорема формулируется при некотором условии асимптотической абелевости и условии перемешивания, а доказательный метод существенно более простой, чем обычно используемый. В другой совместной с Борисом Нахапетяном работе «Consistent systems of finite dimensional distributions» рассматривалась проблема описания случайных полей системами конечномерных вероятностных распределений. Авторами была предложена единая точка зрения на различные системы такого типа, порожденные случайным полем. После была введена общая система конечномерных распределений с подходящим условием согласованности ее элементов. В работе были изучены вопросы взаимосвязи общей системы с другими системами конечномерных распределений, а также вопросы существования и единственности совместимых с общей системой случайных полей.
Одним из соавторов Виктора Арзуманяна был французский математик Жан Рено, профессор Орлеанского университета. В 1996 году Виктор Арзуманян и Жан Рено предлагают обобщение понятиям псевдогрупп и группоидов ростков, а также уделяют особое внимание полиморфизмам. Это приводит их к работе о псевдогруппах и их C*-алгебрах.
Виктор Арзуманян сотрудничал с математиком Суреном Григоряном, они занимались проблематикой некоммутативных равномерных алгебр. Ими был опубликован цикл работ, посвящённых теории равномерных алгебр операторных полей. Ряд основных утверждений этих работ был распространён на некоммутативный случай.
В рамках своих поздних исследований Арзуманян ввёл понятие L-группоидов и связал с ним C*-алгебру. В дальнейшем данные наработки переросли в совместную работу Сурена Григоряна и Аллы Кузнецовой о локальных группах, вышедшую с посвящением Виктору Арзуманяну.

### Педагогическая деятельность
Арзуманян активно занимался педагогической деятельностью в различных ВУЗах Армении, в частности, Ереванском государственном университете, Европейском университете Армении и в Армянском государственном педагогическом университете. Арзуманян по совместительству занимал должность заведующего кафедрой Математики и методики начального обучения в Армянском государственном педагогическом университете.
Являясь членом Научной лаборатории математического образования, созданной на базе указанной кафедры, Арзуманян принял активное участие в создании первого в Армении толкового словаря математических терминов для учащихся начальных классов.

## Научные работы
- А. М. Вершик, В. А. Арзуманян, Фактор-представления скрещенного произведения коммутативной C*-алгебры и полугруппы ее автоморфизмов, ДАН СССР, 238:3 (1978), 513–516[12]
- V. A. Arzumanian, A. M. Vershik, Star algebras, associated with endomorphisms, Operator Algebras and Group Representations, Proc. Int. Conf., vol. 1 (Neptun, Romania, 1980), Monogr. Stud. Math., 17, 1984, 17–27[13].
- V. Arzumanian, S. Grigoryan, Uniform algebras of operator fields, Zapiski Nauchnykh Seminarov POMI, St. Petersburg Department of Steklov Institute of Mathematics, Russian Academy of Sciences, vol. 123, pages 185-189, 1983[22].
- V. Arzumanian, Operator algebras associated to nonsingular endomorphisms of a Lebesgue space, Izv. Akad. Nauk Arm. SSR, vol. 21, № 6, pages 596-616, 1986[14].
- V. Arzumanian, The spectrum of uniform algebras of operator fields, PROC. ARMENIAN ACAD. SCI. MATH. SER., vol. 21,  № 1, pages 63–79, 1986[27].
- В. А. Арзуманян, Б.С. Нахапетян, С.К. Погосян, Кластерные свойства классических спиновых решеточных систем с вакуумом. Теоретическая и математическая физика, т. 67, №  1, 1986, 21-31[16][28].
- V. Arzumanian, S. Grigoryan, The boundaries of uniform algebras of operato fields, ՀՍՍՀ ԳԱ Տեղեկագիր. Մաթեմատիկա, ՀՍՍՀ ԳԱ, vol. 23, № 5, pages 422-438, 1988[23].
- В. А. Арзуманян, Б.С. Нахапетян, С.К. Погосян, Асимптотическое разложение логарифма статсуммы в спиновых решетчатых системах с вакуумом. Теоретическая и математическая физика, т. 81, № 2, 1989, 175–184[17]
- V. Arzumanian, S. Grigoryan, Noncommutative Uniform Algebras, Linear Operators in Function Spaces: 12th International Conference on Operator Theory Timişoara (Romania), Birkhäuser Basel (June 6–16, 1988), pages 101-109, 1990[24].
- V. Arzumanian, S. Grigorian, Invariant algebras of operator fields on compact Abelian groups, ՀԽՍՀ ԳԱ Տեղեկագիր. Մաթեմատիկա, vol. 25,  № 4, pages 333-343, 1990[29].
- В. А. Арзуманян, Б.С. Нахапетян, С.К. Погосян, Локальная предельная теорема для числа частиц в спиновых решетчатых системах. Теоретическая и математическая физика, т. 89, № 2, 1991, 178–189[18][30]
- V. Arzumanian, B. Nahapetian, S. Pogosian, Classical spin lattice systems with vacuum. Acta Applicandae Mathematicae, v. 22, 1991, pages 33–53, Cluwer Academic Publishers, Netherlands[19][31]
- В. А. Арзуманян, Б. С. Нахапетян, Центральная предельная теорема для некоммутативных аналогов решетчатых случайных полей. Известия НАН Армении, сер. «Математика. т. 28, № 6, 1993, 3-13[20]
- V. Arzumanian, J. Renault, Examples of pseudogroups and their C*-algebras, Operator algebras and quantum field theory (Rome, 1996), 1997, 93-104[8]
- V. Arzumanian, Operator algebras associated with many valued transformations, Journal of Contemporary Mathematical Analysis (Armenian Academy of Sciences), ALLERTON PRESS, INC., vol. 38, № 6, pages 2–7, 2003[32].
- V. Arzumanian, Operator algebras associated with polymorphisms, Journal of Mathematical Sciences, Kluwer Academic Publishers-Consultants Bureau, vol. 140, pages 354-356, 2007/1[33].
- V. Arzumanian, S. Grigoryan, Analytic structure on algebras of operator valued functions, Lobachevskii Journal of Mathematics, SP MAIK Nauka/Interperiodica, vol. 32, pages 247-253, 2011[34]
- V. Arzumanian, S. Grigoryan, A. Kuznetsova, Operator algebras associated with multi-valued mappings, Lobachevskii Journal of Mathematics, Pleiades Publishing, vol. 35, pages 51–55, 2014[35].
- V. Arzumanian, B. Nahapetian, Consistent systems of finite dimensional distributions, Armenian Journal of Mathematics, 7 (2), 2015, 146–163[21][36]
- V. Arzumanian, S. Eigen, A. Hajian, Notes on Ergodic Theory in infinite Measure spaces, Armenian Journal of Mathematics, vol. 7, № 2, pages 97–120, 2015[37]
- V. Arzumanian, S. Grigoryan, Group-graded systems and algebras, Journal of Mathematical Sciences, Springer US, vol. 216, № 1, pages 1–7, 2016/7[38]
- V. Arzumanian, S. Grigoryan, Algebras associated with graded systems, Вестник Казанского государственного энергетического университета, № 4 (32), pages 7–18, 2016[39].
- Բ․ Նահապետյան (հեղինակային խմբի ղեկավար), Ա․ Աբրահամյան, Վ․ Արզումանյան, Ս․ Դալալյան, Հ․ Հարությունյան, Հ․ Ղազարյան, Մաթեմատիկական տերմինների բացատրական բառարան. I – VI/ ՀՊՄՀ մաթեմատիկական կրթության գիտական լաբորատորիա. Երևան, Մանկավարժ, 2017, 120 էջ[26]։
- V. Arzumanian, S. Grigoryan, Reduced C-algebra of a group graded system, Emil Artin International Conference, page 26, 2018[40].
- V. Arzumanian, S. Grigoryan, Functional description of C*-algebras associated with group graded systems, Lobachevskii Journal of Mathematics, Pleiades Publishing, vol. 39, pages 1300-1304, 2018[41].